# Herman Jozef van Steinfeld

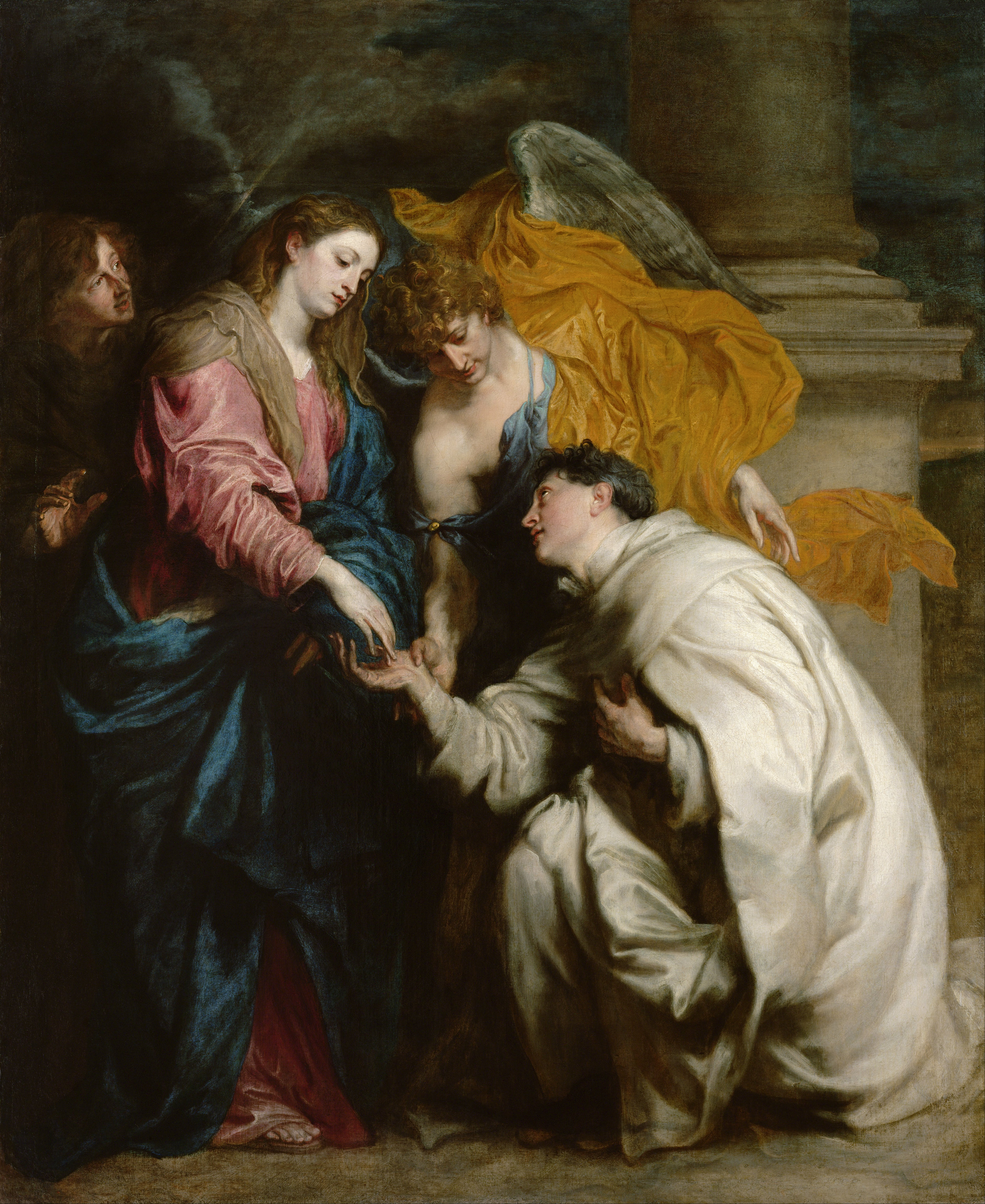
Visioen van Herman Jozef, door Antoon van Dyck

Herman Jozef van Steinfeld (1150-1241 of 1252) was een Duits mysticus.
Hij trad in in het Klooster van Steinfeld waar hij koster was. Tevens was hij zielzorger in de omgeving van het klooster. Hij kreeg tal van mystieke ervaringen en raakte daardoor in een groot gebied bekend, waar hij als een heilige vereerd werd. Naar verluidt zou hij het Jezuskind van een Mariabeeld een appel hebben aangeboden, die het kind aannam.
Herman Jozef is de patroon van de kosters en van de uurwerkmakers.
Toch was hij nooit officieel heilig verklaard. Pas in 1958 werd hij door Paus Pius XII zalig verklaard.